# Índice de Nomes de Organismos
O Índice de Nomes de Organismos (em inglês: Index to Organism Names (ION)) é um extenso compêndio de nomes científicos de táxons em todos os níveis no campo da zoologia, compilado a partir do Zoological Record (posteriormente complementado com conteúdo do Index Animalium de Sherborn) por seus operadores como um recurso de internet acessível ao público. Inicialmente desenvolvido pela BIOSIS, sua propriedade passou para a Thomson Reuters e atualmente pertence à Clarivate Analytics.

## História
ION foi inicialmente desenvolvido como um componente acessível gratuitamente na web de um projeto maior, "TRITON" (o sistema de Recursos de Taxonomia e Índice de Nomes de Organismos) pela BIOSIS, então editora do Zoological Record ("ZR") e Biological Abstracts, por volta do ano 2000. Quando foi lançado, abrangia todos os nomes de animais (sensu lato) relatados no Zoological Record desde 1978, juntamente com nomes de alguns outros grupos não cobertos pelo Zoological Record, contribuídos por várias organizações parceiras (estes últimos foram posteriormente descontinuados no sistema). Seu objetivo inicialmente declarado era fornecer informações básicas de nomenclatura e hierarquia, além de contagens de ocorrência de volumes do ZR (refletindo o uso na literatura) para nomes de animais, para identificar o grupo taxonômico ao qual um organismo pertence e criar links para mais informações do ZR (ou, inicialmente, outras organizações colaboradoras).
Em 2006, os produtos da BIOSIS foram adquiridos pela Thomson Scientific, posteriormente Thomson Reuters, que continuou e ampliou o banco de dados do ION (exemplo de interface de busca arquivada aqui) usando o URL www.organismnames.com, onde ele continua residindo. A divisão de Propriedade Intelectual e Ciência da Thomson Reuters foi posteriormente adquirida pela Clarivate Analytics, que continua disponibilizando o ION (em meados de 2019).

## Conteúdo incluído
Em seu lançamento inicial, o Índice continha conteúdo do Zoological Record datando de 1978, que foi posteriormente estendido para todo o período do Zoological Record, a partir de 1864. Em 2011, Nigel Robinson, da Thomson Reuters, descreveu uma atualização em andamento do banco de dados para incluir mais de 200 000 nomes adicionais de uma versão digitalizada do Index Animalium de Charles Davies Sherborn, estendendo o conteúdo do ION até o início da nomenclatura zoológica oficial em 1758. Em 2019, o Índice continha mais de 2 milhões de nomes recém-publicados desde 1758 (com uma pequena lacuna no período de 1850-1864, correspondente à diferença entre o fim da cobertura do Index Animalium e o início do "Zoological Record"), de um total de mais de 5 milhões de instâncias de nomes, cada um com um identificador numérico único associado (ION LSID).